# Unione Sportiva Lucchese 1922-1923
Questa pagina raccoglie i dati riguardanti l'Unione Sportiva Lucchese nelle competizioni ufficiali della stagione 1922-1923.

## Rosa
| N. |                   | Ruolo | Calciatore        |
| -- | ----------------- | ----- | ----------------- |
|    | Italia (bandiera) | P     | Filippo Dovichi   |
|    | Italia (bandiera) | P     | Mannini           |
|    | Italia (bandiera) | D     | Bacci             |
|    | Italia (bandiera) | D     | Del Rosso         |
|    | Italia (bandiera) | D     | Francesco Deutsch |
|    | Italia (bandiera) | D     | Carlo Gattini     |
|    | Italia (bandiera) | D     | Andrigo Parlanti  |
|    | Italia (bandiera) | C     | Torquato Cecchini |
|    | Italia (bandiera) | C     | Conti             |
|    | Italia (bandiera) | C     | Del Debbio        |
|    | Italia (bandiera) | C     | Giuntoli          |

| N. |                   | Ruolo | Calciatore          |
| -- | ----------------- | ----- | ------------------- |
|    | Italia (bandiera) | C     | Odoacre Pardini     |
|    | Italia (bandiera) | C     | Santoni             |
|    | Italia (bandiera) | A     | Armando Bonino      |
|    | Italia (bandiera) | A     | Ernesto Bonino      |
|    | Italia (bandiera) | A     | Fambrini            |
|    | Italia (bandiera) | A     | Giannelli           |
|    | Italia (bandiera) | A     | Mariani             |
|    | Italia (bandiera) | A     | Michelini           |
|    | Italia (bandiera) | A     | Giovanni Moscardini |
|    | Italia (bandiera) | A     | Carlo Ricci         |

## Risultati

### Prima Divisione

#### Girone C

##### Girone di andata
| Arbitro: | Pinasco (Sestri Ponente) |

|                            |           |  |
| Del Debbio 15’ Pardini 75’ | Marcatori |  |

| Arbitro: | Crivelli (Milano) |

|                |           |                     |
| Moscardini 20’ | Marcatori | 28’, 79’ Meneghetti |

| Arbitro: | Bertazzoni (Modena) |

|                                    |           |           |
| Bonino III 48’, 78’ Moscardini 61’ | Marcatori | 3’ Veglia |

| Arbitro: | Majani (Torino) |

|                                    |           |  |
| Bay 20’, 24’, 36’, 76’ Dabbene 61’ | Marcatori |  |

| Arbitro: | Panzeri (Milano) |

|                                     |           |  |
| Bay I 33’ Baloncieri 65’ Brezzi 78’ | Marcatori |  |

| Arbitro: | Galletti (Genova) |

|  |           |                 |
|  | Marcatori | 15’ Jacoponi II |

| Arbitro: | Livraghi (Milano) |

|               |           |                     |
| Princlari 70’ | Marcatori | 27’, 87’ Moscardini |

| Arbitro: | Mauro (Milano) |

|                          |           |                                 |
| Ricci 10’ Del Debbio 50’ | Marcatori | 12’ Borfico 70’ (aut.) Giuntoli |

| Arbitro: | Cattaneo (Milano) |

|                                     |           |  |
| Ros 1’, 22’ Furia 46’ Borghetti 48’ | Marcatori |  |

| Arbitro: | Alfieri (Bologna) |

|                                              |           |  |
| Del Debbio 15’ Moscardini 22’ Bonino III 65’ | Marcatori |  |

| Arbitro: | Piazza (Milano) |

|                                            |           |                |
| Vercelli 12’, 75’ Masetti 23’ Bertucci 80’ | Marcatori | 55’ Bonino III |

##### Girone di ritorno
| Arbitro: | Enrietti (Torino) |

|                                                        |           |                |
| Olivieri II 22’, 31’, 69’ Veronesi 49’ Pasqualetto 66’ | Marcatori | 35’ Moscardini |

| Arbitro: | Crivelli (Milano) |

|                               |           |                |
| Quaglia 16’ Munerati 35’, 61’ | Marcatori | 71’ Bonino III |

| Arbitro: | Zennaro (Genova) |

|             |           |                |
| Esposto 17’ | Marcatori | 35’ Del Debbio |

| Arbitro: | Merani (La Spezia) |

|                    |           |                      |
| Moscardini 1’, 75’ | Marcatori | 52’ Preti II 90’ Bay |

| Arbitro: | Alfieri (Bologna) |

|  |           |                           |
|  | Marcatori | 28’ Baloncieri 80’ Brezzi |

| Arbitro: | ? Crivelli (Milano) |

|                                                                                  |           |  |
| Magnozzi 21’, 74’ Scazzola 33’ Jacoponi II 64’, 72’, 85’ Silvestri 80’ Pitto 88’ | Marcatori |  |

| Arbitro: | Zennaro (Genova) |

|                              |           |  |
| Bonino II 20’ Del Debbio 82’ | Marcatori |  |

| Arbitro: | U. Gama (Milano) |

|                                           |           |  |
| Cusano 7’ Cornazzani 25’, 63’ Borfico 85’ | Marcatori |  |

| Arbitro: | Pasquinelli (Bologna) |

|          |           |  |
| Conti 5’ | Marcatori |  |

| Arbitro: | Guyot (Milano) |

|                                                                |           |                    |
| Busini III 11’, 32’ Fagiuoli 38’, 49’, 81’ Parlanti 54’ (aut.) | Marcatori | 19’ (aut.) Fantoni |

| Arbitro: | Katz (Parma) |

|                |           |             |
| Bonino III 75’ | Marcatori | 20’ Rebuffo |

## Statistiche

### Statistiche di squadra
| Competizione    | Punti | In casa | In casa | In casa | In casa | In casa | In casa | In trasferta | In trasferta | In trasferta | In trasferta | In trasferta | In trasferta | Totale | Totale | Totale | Totale | Totale | Totale | DR  |
| Competizione    | Punti | G       | V       | N       | P       | Gf      | Gs      | G            | V            | N            | P            | Gf           | Gs           | G      | V      | N      | P      | Gf     | Gs     | DR  |
| --------------- | ----- | ------- | ------- | ------- | ------- | ------- | ------- | ------------ | ------------ | ------------ | ------------ | ------------ | ------------ | ------ | ------ | ------ | ------ | ------ | ------ | --- |
| Prima Divisione | 16    | 11      | 5       | 3       | 3       | 17      | 11      | 11           | 1            | 1            | 9            | 7            | 44           | 22     | 6      | 4      | 12     | 24     | 55     | -31 |

### Statistiche dei giocatori
| Giocatore       | Prima Divisione | Prima Divisione |
| Giocatore       | Presenze        | Reti            |
| --------------- | --------------- | --------------- |
| Bacci           | 7               | 0               |
| E. Bonino (II)  | 16              | 1               |
| A. Bonino (III) | 21              | 6               |
| T. Cecchini     | 21              | 0               |
| Conti           | 19              | 1               |
| Del Debbio      | 17              | 5               |
| Del Rosso       | 1               | 0               |
| F. Deutsch      | 13              | 0               |
| F Dovichi       | 7               | -17             |
| Fambrini        | 3               | 0               |
| C. Gattini      | 10              | 0               |
| Giannelli       | 8               | 0               |
| Giuntoli        | 14              | 0               |
| Mannini         | 15              | -38             |
| Mariani         | 1               | 0               |
| Michelini       | 1               | 0               |
| G. Moscardini   | 14              | 8               |
| O. Pardini      | 21              | 1               |
| A. Parlanti     | 11              | 0               |
| C. Ricci        | 13              | 1               |
| Santoni         | 9               | 0               |

All'epoca non esistevano i cartellini gialli e rossi (introdotti molto dopo), ma solo ammonizioni verbali ed espulsioni effettive. Sulle cronache sportive dell'epoca sono evidenziate solo le espulsioni, mentre le ammonizioni solenni risultano sui comunicati ufficiali della Lega Nord.